# منکشه (یورغیر)
منکشه (به ترکی استانبولی: Menekşe) یک منطقهٔ مسکونی در ترکیه است که در یورغیر واقع شده‌است.